# Tsav
Tsav (en arménien Ծավ) est une communauté rurale du marz de Syunik en Arménie. Comprenant également la localité de Shishkert, elle compte 376 habitants en 2008.

## Personnalités liées
- Hunan Avétissian (1913-1943), soldat de l'Armée rouge durant la Seconde Guerre mondiale